# Adolph von Berlepsch
Julius Adolph Freiherr von Berlepsch (* 15. August 1829 in Dresden; † 1. September 1870 in Daigny, Lothringen) war ein deutscher Offizier und Lyriker.

## Leben und Wirken
Er stammte aus dem niedersächsischen Adelsgeschlecht von Berlepsch und war ein Sohn des Oberlandforstmeisters August Adolph von Berlepsch (1790–1867) und der Adolfine Auguste, geb. Gräfin von der Schulenburg (1803–1878).
Nach, auf Betreiben seines Vaters erfolgtem Abbruch seines Studium an der Universität Leipzig trat er 1849 in die Sächsische Armee ein und kam 1850 als Leutnant nach Bautzen. 1856 wurde er zum Oberleutnant befördert. Er fiel 1870 als Hauptmann und Kompaniechef vom 2. Grenadierregiment Nr. 101 in der Schlacht von Sedan. Er wurde in Dresden beerdigt.
Aus seiner Ehe mit Luise Fanny Freiin von Hausen a.d.H. Großwelka (1833–1921) sind zwei Söhne hervorgegangen.
Bekanntheit erlangte er als Gründer der Dienstag-Gesellschaft, als Lyriker durch mehrere Lieder und Balladen sowie durch seine Soldatenbibel.

## Schriften (Auswahl)
- Erklärung der früheren Kriegsartikel der Sächsischen Armee. 1858.
- Wilder Wein. Lieder und Balladen. 1871.
- Soldatenbibel.